# دومينيك باربر (لاعب كرة قدم أمريكية)
دومينيك باربر (بالإنجليزية: Dominique Barber)‏ هو لاعب كرة قدم أمريكية أمريكي، ولد في 2 أغسطس 1986 في بليموث في الولايات المتحدة.

## وصلات خارجية
- دومينيك باربر على موقع مرجع كرة القدم المحترفة.كوم (الإنجليزية)